# HAT-P-21
HAT-P-21は、おおぐま座にある11等級の恒星である。周囲を太陽系外惑星が公転していることが知られている。

## 概要
G3のスペクトルを持つ主系列星で、ガイア計画で観測された年周視差によると地球から約910光年の位置にある。
2011年、HATネット（Hungarian Automated Telescope Network, ハンガリー自動望遠鏡ネットワーク）が2006年から2010年にかけて行ったトランジット法による探査で、木星質量の4倍前後の質量を持つ太陽系外惑星HAT-P-21bが発見された。
| 名称 （恒星に近い順） | 質量             | 軌道長半径 （天文単位） | 公転周期 (日)       | 軌道離心率    | 軌道傾斜角  | 半径             |
| --------------------- | ---------------- | ----------------------- | ------------------- | ------------- | ----------- | ---------------- |
| b (Bambaruush)        | 4.063 ± 0.161 MJ | 0.0494 ± 0.0007         | 4.124481 ± 0.000007 | 0.228 ± 0.016 | 87.2 ± 0.7° | 1.024 ± 0.092 RJ |

## 名称
2019年、世界中の全ての国または地域に1つの系外惑星系を命名する機会を提供する「IAU100 Name ExoWorldsプロジェクト」において、120の惑星系が各国に割り当てられ、HAT-P-21 と HAT-P-21b はモンゴル国に割り当てられる系外惑星系となった。このプロジェクトは、「国際天文学連合100周年事業」の一環として計画されたイベントの1つで、モンゴル国国内での選考、国際天文学連合 (IAU) への提案を経て、2019年12月に最終結果が発表される予定だった。
2019年12月17日、命名権を有する118の国と地域のうち、112の国と地域から提案された主星と惑星の固有名が承認されたが、モンゴル国が提案したHAT-P-21の名称案はこの時には発表されなかった。2020年3月1日になってモンゴル国の名称案が発表され、HAT-P-21はMazaalai、HAT-P-21bはBambaruushと命名された。Mazaalaiは、ゴビ砂漠に生息している絶滅危惧種である、ヒグマの亜種ゴビヒグマのモンゴル語での名称で、Bambaruushはモンゴル語で「熊の子」を意味する言葉である。